# Раунд Рок (Тексас)
Раунд Рок (енгл. Round Rock) град је у америчкој савезној држави Тексас. По попису становништва из 2010. у њему је живело 99.887 становника.

## Демографија
Према попису становништва из 2010. у граду је живело 99.887 становника, што је 38.751 (63,4%) становника више него 2000. године.
| Група             | 2000.          | 2010.          |
| Белци             | 40.113 (65,6%) | 53.924 (54,0%) |
| Афроамериканци    | 4.718 (7,7%)   | 9.744 (9,8%)   |
| Азијати           | 1.767 (2,9%)   | 5.165 (5,2%)   |
| Хиспаноамериканци | 13.511 (22,1%) | 28.958 (29,0%) |
| Укупно            | 61.136         | 99.887         |